# Нефійці
Згідно з Книгою Мормона, нефійці є однією з чотирьох груп (разом з ламанійцями, яредійцями та мулекітами), які оселилися в стародавній Америці. Цей термін використовується в усій Книзі Мормона для опису релігійних, політичних і культурних традицій групи поселенців.
Нефійців описують як групу людей, що походять від Нефія, сина пророка Легія, який покинув Єрусалим за спонуканням Бога приблизно у 600 році до н.е. і здійснив подорож з родиною до Західної півкулі та прибув до Америки приблизно в 589 році до н.е. У Книзі Мормона вони відзначаються як спочатку праведні люди, які зрештою «впали в стан невіри та жахливого зла» і були знищені ламанійцями приблизно у н.е. 385 року.
Деякі вчені Церкви Ісуса Христа Святих Останніх Днів (Церква СПД) стверджують, що предки нефійців оселилися десь у сучасній Центральній Америці після того, як вони залишили Єрусалим. Однак і Смітсонівський інститут, і Національне географічне товариство оприлюднили заяви про те, що вони не бачили жодних доказів на підтримку Книги Мормона як історичного звіту.

## Археологія
Існування нефійців є частиною системи вірувань мормонів.
Фонд стародавніх досліджень і мормонських досліджень (FARMS), що входить до складу Університету Бригама Янга, провів широкі археологічні дослідження в цьому районі, і FARMS регулярно випускає публікації на цю та інші історичні теми. Це дослідження заперечується багатьма дослідниками, у тому числі Майклом Коу, вченим доколумбової історії Мезоамерики, а також Смітсонівським інститутом.
У 1973 році Коу розглянув це питання у статті для Dialogue: A Journal of Mormon Thought :
Мормонські археологи протягом багатьох років майже одностайно приймали Книгу Мормона, як точну історичну розповідь про народи Нового Світу. ... Дозвольте тепер мені безапеляційно заявити, що, наскільки мені відомо, немає жодного професійно підготовленого археолога, який не є мормоном, котрий би не бачив деякі наукові обґрунтування для того, щоб вважати вищесказане правдою, і я хотів би заявити, що є доволі багато мормонських археологів, які приєднуються до цієї групи. ...

Голі факти такі, що ніщо, абсолютно ніщо, в жодному розкопі Нового Світу не було виявлено, що могло б навести неупередженого спостерігача на думку, що Книга Мормона, як стверджує Джозеф Сміт, є історичним документом, що відноситься до історії ранніх переселенців у нашу півкулю.
У 1996 році Смітсонівський інститут оприлюднив заяву, в якій йшлося про твердження, висловлені в Книзі Мормона, вказавши, що текст в першу чергу є релігійним текстом і що археологи, пов’язані з Інститутом, не знайшли «прямого зв’язку між археологією Нового Світу та темою книги». У заяві також сказано, що є генетичні докази того, що індіанці Америки тісно пов’язані з народами Азії, і що археологічні дані вказують на те, що корінні американці мігрували з Азії через сухопутний міст через Берингову протоку в доісторичні часи. У заяві сказано, що немає жодних достовірних доказів контакту між народами Стародавнього Єгипту чи Палестини та Новим Світом, як вказує текст Книги Мормона. Заява була опублікована у відповідь на повідомлення про те, що назва Смітсонівського інституту неправомірно використовувалася, щоб надати довіру твердженням тих, хто хоче підтримати події Книги Мормона.

## Розповідь Книги Мормона

### Королі
Після того, як нефійці прибули в Америку під час правління Мосії II (бл. 592–91 до н. е.), нефійцями правили царі. Брат Нефія Яків пояснює, що наступні царі носили титул «Нефій».
Люди ж полюбили Нефія надзвичайно... Отже, люди бажали зберегти в памʼяті його імʼя. І хто б не царював після нього, народ буде називати другим Нефієм, третім Нефієм, і так далі, згідно з правлінням царів; і так їх і називали люди, нехай би вони мали яке завгодно імʼя.— Яків 1:10–11

### Судді
Останнім нефійським царем був Мосія II . Близько 91 до н.е., він заявив, що замість того, щоб назвати нового царя, він завершить своє правління як цар, після чого нефійці оберуть суддів, щоб керувати ними. Суддів було щонайменше трьох рівнів: один головний суддя, кілька вищих суддів і кілька суддів нижчого рівня. (У деяких уривках говориться про кількох «головних суддів», ймовірно, синонімів «вищих суддів», наприклад, Алма 62:47; 3 Нефій 6:21.)
Судді отримували заробітну плату відповідно до кількості часу, який вони витратили на суддівство. Мосія II встановив ставку в один сенин золота (або еквівалент сенуму срібла) за один день роботи (Алма 11:1, 3). Він також організував перевірки в цій системі, щоб максимально запобігти корупції:
І ось, якщо у вас будуть судді, і вони не судитимуть вас за законом, який був даний, ви можете зробити так, щоб їх судив вищий суддя.

Якщо ваші вищі судді не судитимуть праведним судом, ви зробите так, що невелика кількість ваших нижчих суддів збереться разом, і вони судитимуть ваших вищих суддів за голосом народу.— Мосія 29:28-29
Об'явивши про зміну уряду від царів до суддів, Мосія пояснив принцип, що лежить в основі цього зміни:
Бо ось, я кажу вам, гріхи багатьох людей викликані беззаконнями їхніх царів....

Тож не є звичайним, щоб голос народу бажав чогось, що суперечить тому, що є правильним; але звичайно менша частина народу бажає того, що не є правильним; тому цього ви будете дотримуватися і зробите це вашим законом—робити ваші справи голосом народу.— Мосія 29:31, 26
Суддівська система проіснувала 120 років, а потім була ненадовго повалена приблизно на три роки (бл. 30–33 н.е.) аристократичними кадрами на чолі з людиною на ім'я Яків. На зміну їй прийшла вільна система племен і спорідненості, яка проіснувала до тих пір, поки в Америці не з’явився Ісус і не створив суспільство, яке наближалося до ідеалів Сіону . Суспільство проіснувало близько двох століть, перш ніж люди знову впали в зло.
Після 4 Нефія не згадується про те, чи використовували нефійці суддів чи царів. Мормон згадує, що «у ламанійців був цар» (Мормон 2:9). Його включення цієї деталі, сформульованої так, як вона є, можна розглядати як контраст до того, що нефійці мають головного суддю. Оскільки жодна зміна форми уряду не згадується після 4 Нефій, можливо, що нефійці продовжували використовувати суддів до їх знищення приблизно в 385 року н.е.